# 阿瓦洛斯沙丘群

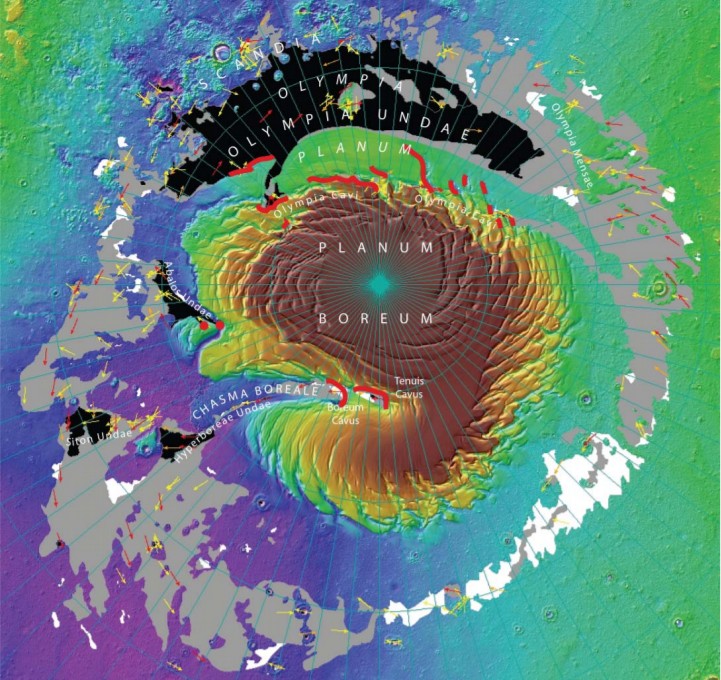
显示了北极高原地区沙丘场分布密度的球面投影地图，灰色区域为低密度沙丘场。包括阿瓦洛斯沙丘群在内的四个最密集沙丘区显示为黑色。本初子午线位于地图底部。阿瓦洛斯沙丘群是中左侧较小的黑色区域，位于东经261.4度至东经283.03度之间（西经76.97度至西经98.6度）。

阿瓦洛斯沙丘群（Abalos Undae）拉丁语意为“阿瓦洛斯波浪”，是位于火星北极高原边缘的一片沙丘场，它与奥林匹亚沙丘群、许珀耳玻瑞亚和西顿沙丘群一起，为已正式命名的绕北极沙丘区之一，也是该地区沙丘最密集的区域之一。阿瓦洛斯沙丘群的最北端边界位于将阿瓦洛斯丘群地层和主极地冰盖隔开的西南沟壑中，从那里该沙丘场一直向西南延伸至北方大平原低地。
理论上讲，阿巴洛斯地区的沙丘是特纽依斯峭壁（拉丁语:薄崖）和极地断崖被侵蚀的结果，其范围涵盖北纬74.94度到北纬82.2度、东经261.4度至东经283.03度（西经76.97度–西经98.6度）的区域，它的名称源自位于北纬72度、西经70度，直径442.74公里的古典反照率特征上，1988年，阿瓦洛斯沙丘群名称被国际天文学联合会正式接受。

## 位置和形成特征
阿瓦洛斯沙丘群是分布在火星北极高原边缘的一块沙丘场，它与奥林匹亚、许珀耳玻瑞亚和西顿沙丘群一起，构成了以附近古典反照率特征命名的环北极圈沙丘地的一部分。阿瓦洛斯沙丘群起始于将阿瓦洛斯丘群残存地层与主冰盖隔开的西南沟壑中，并一路延伸至该沟壑的南部边界。阿巴洛斯区的沙丘可能形成于极地断崖-“特纽依斯峭壁”所受到的侵蚀。阿瓦洛斯沙丘群的最北端边界位于阿瓦洛斯桌山附近，之后在狭沟西端分隔开特纽依斯峭和阿瓦洛斯桌山后继续向西南方向延伸。
火星勘测轨道飞行器上的高分辨率成像科学设备相机获得的增强色图像突出显示了存在不同材质的沙丘区域，蓝色区域表明存在玄武质沙丘，而浅色区则可能是尘埃。这些图片的分辨率足以显示沙丘表面的涟漪，涟漪是由风产生的，沙丘也是如此。沙丘作为一个整体被认为是静止不动的，只存在很小的波纹移动。
与环北极高原周边的其他沙丘区类似，阿巴洛斯沙丘群被认为是由基底单元中发现的沉积物消融所产生的滞积层构成。阿巴洛斯沙丘群被认为是火星北极圈地区最密集的沙丘场之一，该地区其他分布密度相似的区域还包括奥林匹亚、许珀耳玻瑞亚和西顿沙丘群。
阿瓦洛斯沙丘群场由线形排列的横向沙丘组成，总体上形成厚度约10米至200米的沙台。 阿瓦洛斯沙丘群连同许珀耳玻瑞亚和西顿沙丘群构成了一道伸向奥林匹亚沙丘群以东中等密度沙丘区并延伸至火星本初子午线的分支沙流。使用光谱导数法进行的图像分析表明，阿瓦洛斯沙丘群以及奥林匹亚沙丘群和许珀耳玻瑞沙丘群等环北极高原周边最密集的沙丘场显示出表明存在石膏的最高像素密度。阿瓦洛斯沙丘群的石膏可能因平原形成过程中岩床基底的冲刷作用而受到了侵蚀。

## 高分辨率成像系统和热辐射成像系统照片

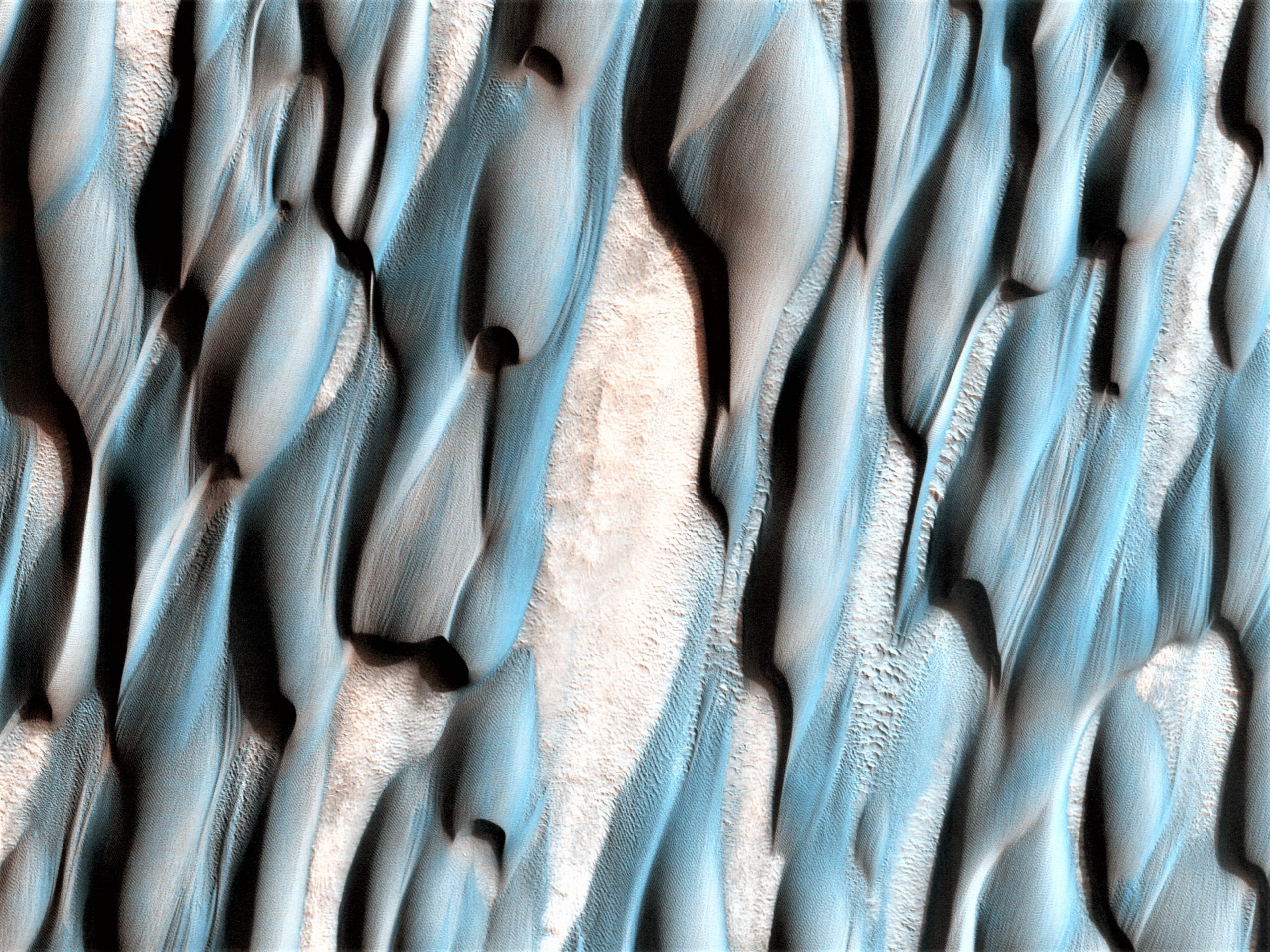
阿瓦洛斯沙丘群的沙丘，蓝色区域表示存在玄武质沙丘，而浅色区域可能是尘埃。
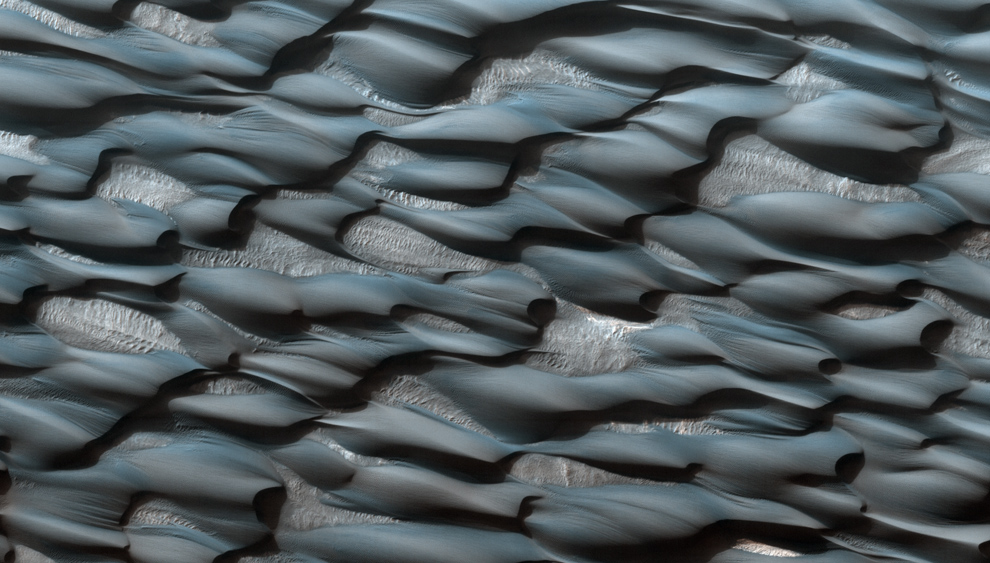
阿瓦洛斯沙丘群的沙丘。
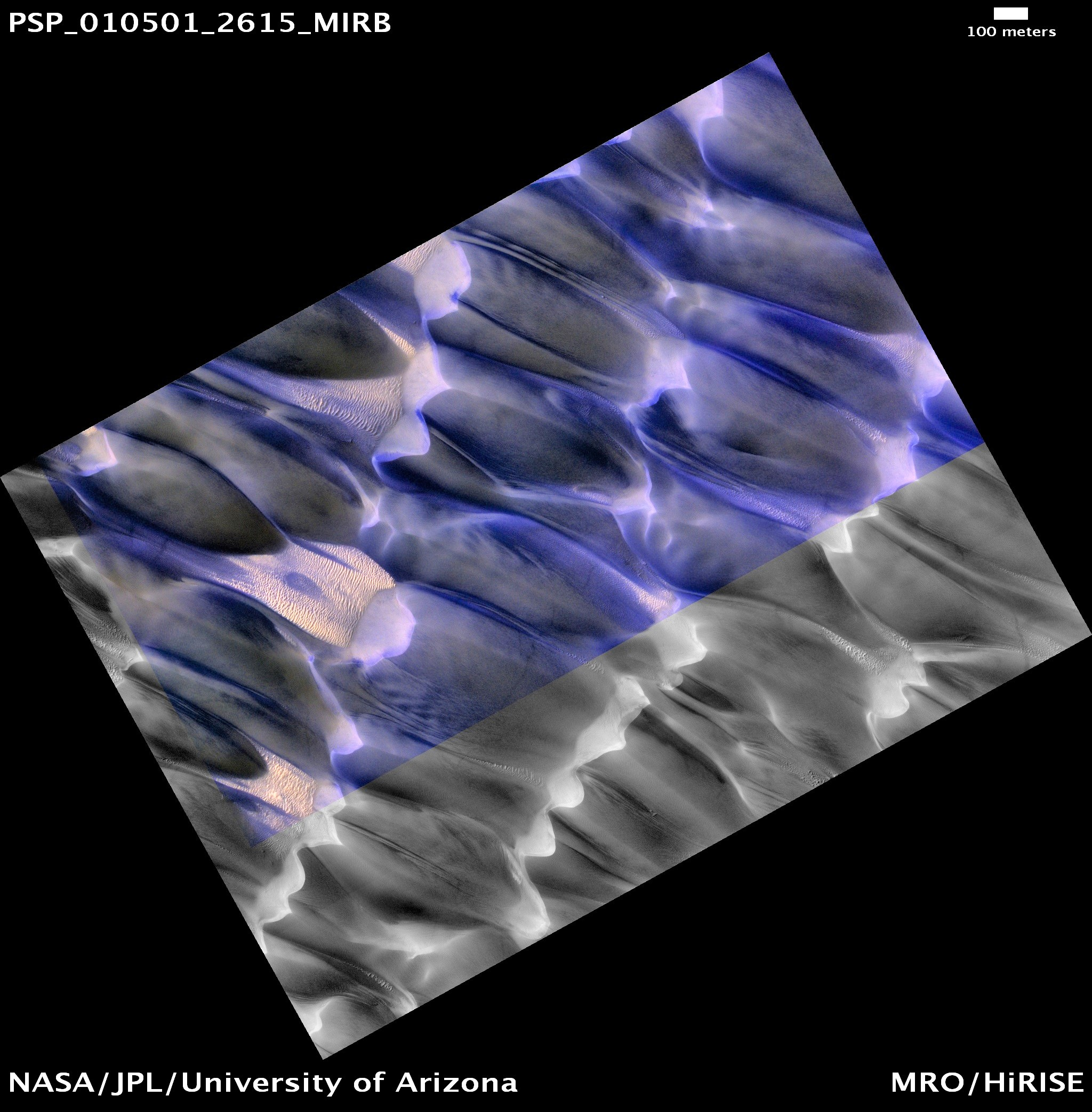
带有石膏沉积物的阿瓦洛斯沙丘群沙丘 - 带比例尺的三原色投影图。
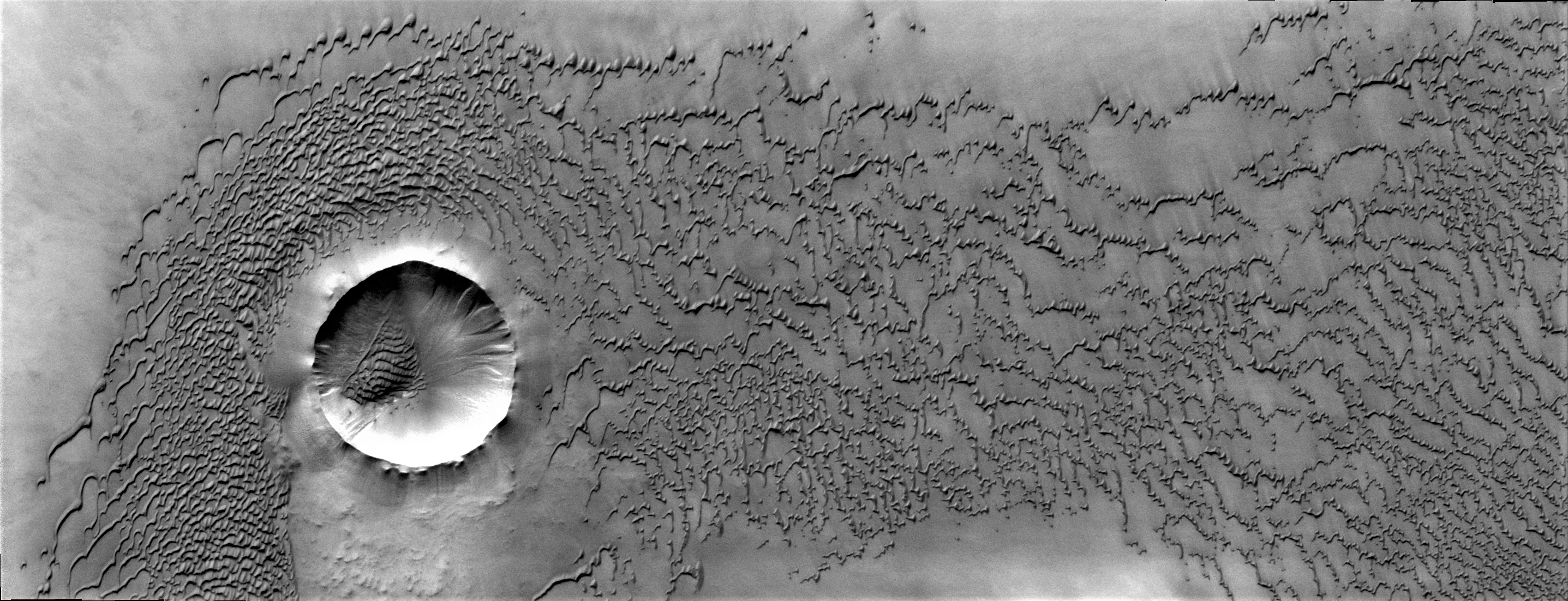
阿瓦洛斯沙丘群中的沙丘和陨石坑。
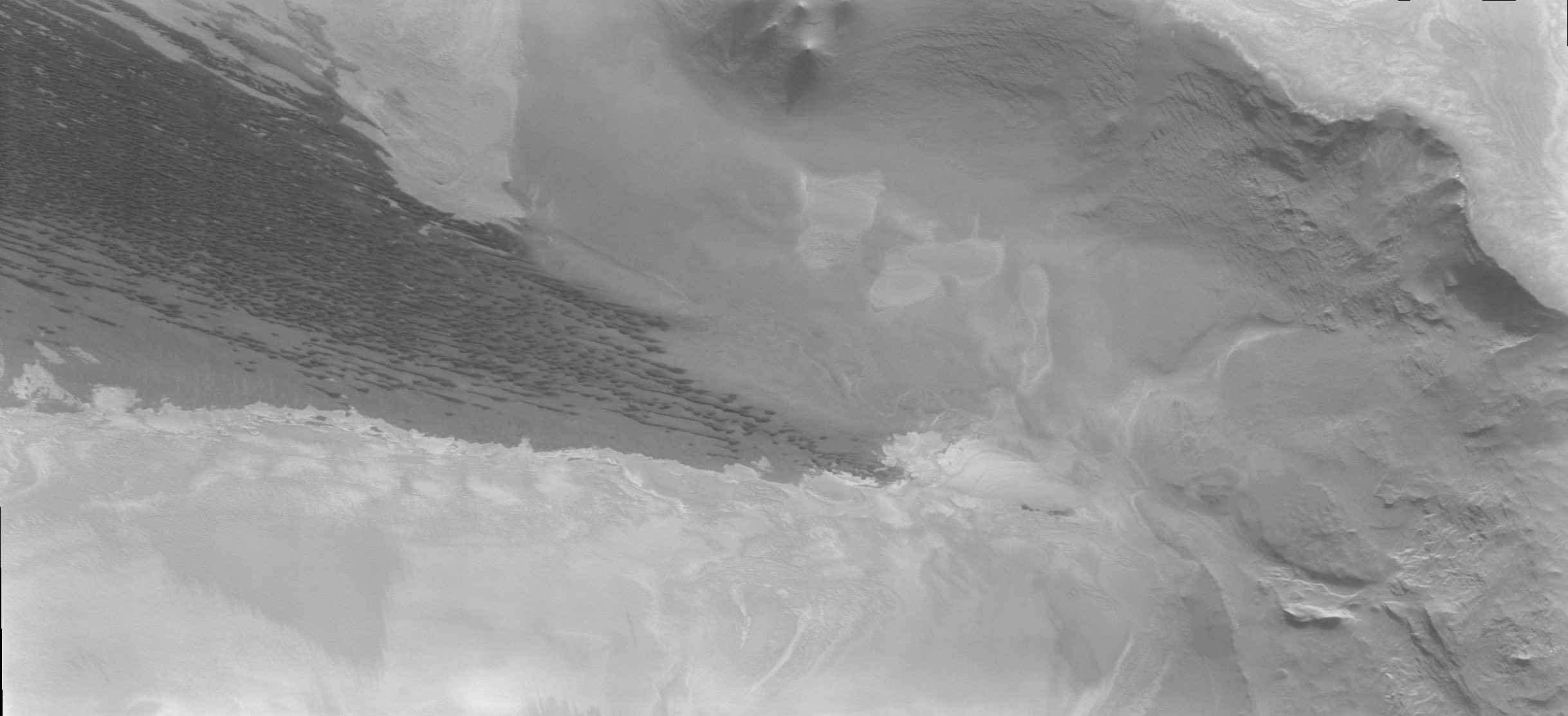
显示在极地断崖和顶部正下方的阿瓦洛斯沙丘群黑色沙丘的边缘。

## 另请查看
- 火星反照率特征列表
- 哈葛尔沙丘场
- 尼罗火山口沙丘场
- 许珀耳玻瑞亚沙丘群
- 阿斯普勒冬沙丘群
- 俄古革斯沙丘群